# Kamalei Correa
Kamalei Correa (Honolulu, 27 aprile 1994) è un giocatore di football americano statunitense che milita nel ruolo di linebacker per i Tennessee Titans della National Football League (NFL).

## Biografia

### Baltimore Ravens
Al college, Correa giocò a football alla Boise State University dal 2013 al 2015. Fu scelto nel corso del secondo giro (42º assoluto) nel Draft NFL 2016 dai Baltimore Ravens.

### Tennessee Titans
Il 28 agosto 2018 Correa fu scambiato con i Tennessee Titans per una scelta del draft non rivelata.